# Javier Pérez Polo
Javier Pérez Polo (Madrid, 11 de octubre de 1996) es un deportista español que compite en taekwondo.
Ganó una medalla de plata en el Campeonato Mundial de Taekwondo de 2019 y dos medallas en el Campeonato Europeo de Taekwondo, plata en 2022 y bronce en 2021. En los Juegos Europeos de Cracovia 2023 consiguió una medalla de oro en la categoría de –68 kg.
Participó en dos Juegos Olímpicos de Verano, ocupando el decimosegundo lugar en Tokio 2020 y el quinto en París 2024, en la categoría de –68 kg.
Estudió Criminología en la Universidad Católica San Antonio de Murcia.

## Palmarés internacional
| Campeonato Mundial | Campeonato Mundial       | Campeonato Mundial | Campeonato Mundial |
| Año                | Lugar                    | Medalla            | Categoría          |
| ------------------ | ------------------------ | ------------------ | ------------------ |
| 2019               | Mánchester (Reino Unido) | Medalla de plata   | –68 kg             |
| Juegos Europeos    |                          |                    |                    |
| Año                | Lugar                    | Medalla            | Categoría          |
| 2023               | Krynica-Zdrój (Polonia)  | Medalla de oro     | –68 kg             |
| Campeonato Europeo |                          |                    |                    |
| Año                | Lugar                    | Medalla            | Categoría          |
| 2021               | Sofía (Bulgaria)         | Medalla de bronce  | –68 kg             |
| 2022               | Mánchester (Reino Unido) | Medalla de plata   | –68 kg             |